# Еличи (Вишеград)
Еличи (серб. Јелићи / Jelići) — село в общине Вишеград Республики Сербской Боснии и Герцеговины. В настоящее время село необитаемо.

## История
До 1981 года было частью посёлка Каоштица.

## Население[3]
По данным на 1991 год, в селе проживали 90 человек, все — боснийцы. По переписи 1953 года население составляло 87 человек.